# Haughley Castle

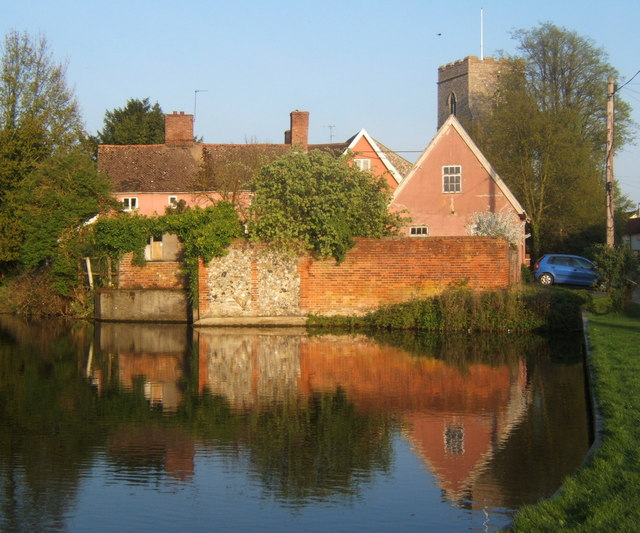
Teil des früheren Burggrabens von Haughley Castle

Haughley Castle ist eine Burgruine im Dorf Haughley, etwa 4 km nordwestlich des Marktes Stowmarket in der englischen Grafschaft Suffolk. Historiker wie J. C. Wall sehen in der Ruine „die perfektesten Erdwerke dieser Art in der Grafschaft“, während R. Allen Brown sie als „eines der wichtigsten“ Burganwesen in East Anglia beschreibt.

## Aufbau
Hugh de Montfort ließ Haughley Castle gegen Ende des 11. Jahrhunderts erbauen. Die Burg war eine Motte mit einem sehr großen Mound, der am Fuß einen Durchmesser von 70 Metern und eine Höhe von 24 Metern hatte. Die Vorburg ist rechteckig und bedeckte eine Fläche von 117 Metern × 90 Metern. Der Eingang war auf der Westseite. Mound und Vorburg waren durch einen breiten Burggraben geschützt, der von Westen von einem Bach mit Wasser gespeist wurde. Frühere Untersuchungen nähren die Meinung, dass ein steinerner Donjon auf dem Mound stand, von dem sich aber heute keine Fundamente mehr feststellen lassen. Eine weitere Vorburg könnte einst die heute noch erhaltenen Erdwerke umschlossen haben, ebenso wie die örtliche Kirche. Die enormen Dimensionen der Burgruine brachten die Geschichtswissenschaftler J. C. Wall und R. Allen Brown zu den oben erwähnten Aussagen.

## Geschichte

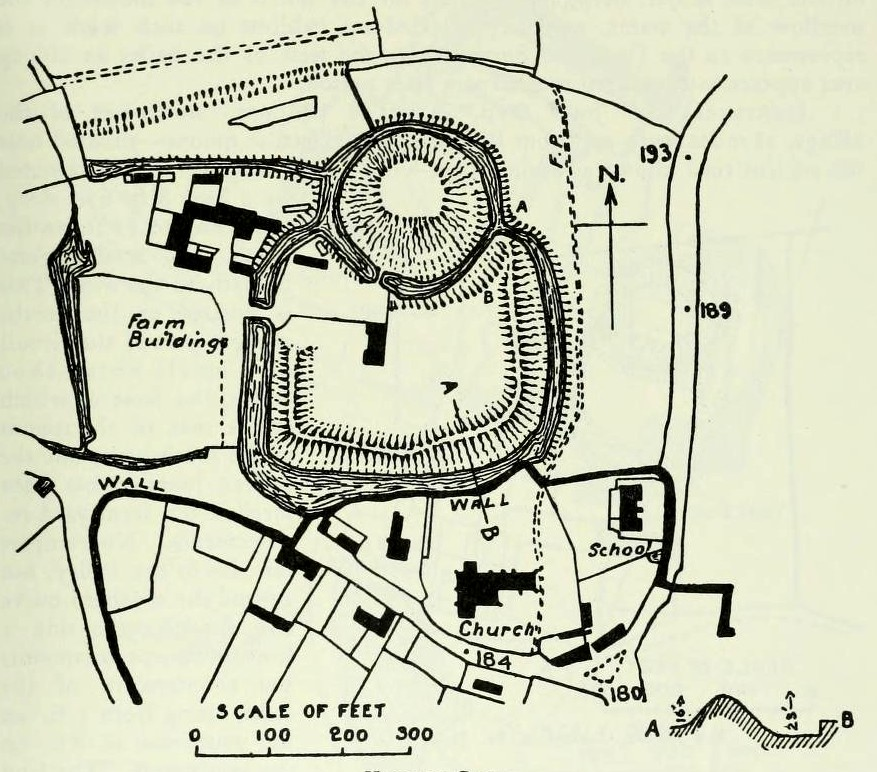
Grundriss von Haughley Castle

Die Burg bildete das Caput (Hauptburg) in der Mitte des Honour of Haughley. Diese Grundherrschaft wird auch manchmal Honour of the Constable genannt, weil der Eigner dem Konstabler von Dover Castle Soldaten und Ritter zum Schutz der Burg nach dem Castle-Guard-System stellen musste. Hugh de Montfort wurde 1088 Mönch und die Burg fiel an seine Erben bis zur Mitte des 12. Jahrhunderts. Gegen Ende der Regierungszeit König Stephans verlehnte dieser die Burg an Henry of Essex, einen seiner Unterstützer.
Ende des 12. Jahrhunderts war die Familie Bigod, die den Titel eines Earl of Norfolk führte und mit der englischen Krone um die Vorherrschaft in der Region kämpfte, in Suffolk zu einer gewissen Dominanz gekommen. Nach dem Tode König Stephans hatte Heinrich II. den englischen Thron übernommen und Henry of Essex fiel in Ungnade beim neuen König, nachdem er wegen Feigheit während des Konfliktes mit Wales im Jahre 1157 angeklagt und verurteilt wurde. Der König nahm Haughley Castle 1163 Henry of Essex ab, und Mitte der 1170er-Jahre war die Burg unter der Kontrolle von Ralph de Broe und einer Garnison von 30 Soldaten für den König. 1173 brach ein neuer Konflikt aus, als die Söhne König Heinrichs und der Bigod-Alliierte Robert de Beaumont, der Earl of Leicester, an der Küste von East Anglia landeten, westwärts marschierten und Haughley Castle belagerten. Ralph de Broe gab die Burg auf, die dann von Robert de Beaumonts Truppen niedergebrannt wurde, auch wenn die Revolte letztendlich nicht erfolgreich war. Nach ihrer Zerstörung 1173 wurde die Burg nicht mehr aufgebaut.
Heute ist die Burgruine ein Scheduled Monument.